# 발 페티시즘
발 페티시즘(foot fetishism)는 파트너의 발이나 발냄새에 매우 강한 유혹을 느끼는 페티시즘의 일종이다. 발 페티시즘은 파트너의 발에 행위를 한다. 대부분의 페티시즘이 그러하듯, 심리학적으로는 리비도에 연관된다. 지그문트 프로이트는 이 유형의 페티시즘은 특히 남성에게 많이 발견된다는 가설을 세웠다. 경우에 따라서는 발 페티시즘은 완전히 독점적인 것으로, 발이 파트너의 성기를 완전하게 대체 할 수 있다고도 한다.

## 같이 보기
- 풋잡
- 부분성애